# Rõngu (Elva)
Pour l’article homonyme, voir Rõngu.
Rõngu est une localité estonienne située sur la commune d’Elva.